# Escuela Abhidharma
La escuela Abhidharma es una de las llamadas trece escuelas del budismo chino.
Prosperó en el norte de China durante el periodo de las dinastías Norteña y Sureña (439-589 DC) y basa sus enseñanzas en los trabajos abhidharma tales como el de Dharmashri “Corazón del Abhidharma” y el de Dharmatrata “Suplemento del Corazón del Abhidharma”, heredando así el nombre de Abhidharma. 
El término sánscrito abhidharma significa comentario doctrinal y es una de las tres divisiones del Canon Pali, las otras dos divisiones son Sutras y Vinayas (reglas de disciplina monástica). 
Las veinte escuelas Hinayana en India, particularmente la Sarvastivada produjeron muchos trabajos abhidharma; durante los periodos de las dinastías chinas del Norte y del Sur, fueron considerados referencias esenciales sobre doctrina budista. Más tarde en el siglo VII AC cuando Hsuan-tsang tradujo "El Tesoro del Análisis del Dharma", "El Gran Comentario sobre el Abhidharma" y otros trabajos abhidharma al chino, la escuela Tesoro del Análisis del Dharma (Chu-she) absorbió rápidamente a la decadente escuela Abhidharma.